# Abi Feijó
Álvaro da Graça de Castro Feijó, mais conhecido por Abi Feijó ComIH (Braga, 18 de Junho de 1956), é um cineasta e produtor cinematográfico português de animação.

## Filiação
Filho de Rui Maria Malheiro de Távora de Castro Feijó (Viana do Castelo, 25 de Março de 1921), neto materno do 4.º Visconde da Carreira e sobrinho materno do 2.º Conde da Carreira, e de sua segunda mulher (Braga, 2 de Janeiro de 1954) Margarida Larcher da Graça (Braga, 22 de Setembro de 1930).

## Formação
Abi licenciou-se na Escola Superior de Belas Artes do Porto em arte gráfica e design.
Foi o fundador d' O Filmógrafo, em 1987, assim como da Casa da Animação, no Porto, em 2000.
A 27 de Outubro de 2022, foi agraciado com o grau de Comendador da Ordem do Infante D. Henrique.

## Filmografia
Entre as suas obras encontram-se: 
- 1985 - Oh que Calma [3]
- 1987 - A noite saiu à rua [4]
- 1993 - Os Salteadores [5]
- 1995 - Fado Lusitano [6][7]
- 1998 - Estrelas de Natal [8]
- 2000 - Clandestino [9]
- 2015 - Nossa Senhora da Apresentação (co-realizado com Alice Guimarães, Daniela Duarte, Laura Gonçalves) [10][11]

## Museu da Imagem Animada
Com o apoio do programa comunitário Proder, Abi Feijó fundou com Regina Pessoa, a Casa-Museu de Vilar, um Museu da Imagem Animada, no solar de família que herdou na freguesia de Vilar do Torno e Alentém, no concelho de Lousada, em 2014. 
O museu ocupa três salas no solar centenário. Uma delas é dedicada aos trabalhos do próprio Abi Feijó e de Regina Pessoa, desde a aventura do estúdio Filmógrafo até à actividade actual da Ciclope Filmes; a segunda sala é uma galeria para mostrar os desenhos de realizadores e animadores amigos de todo o mundo; e a terceira é destinada a ilustrar a história do ao pré-cinema, com várias lanternas mágicas, brinquedos ópticos e outras peças que mostrem a evolução das imagens em movimento. Para esta sala, Abi Feijó espera poder contar com a colaboração da Cinemateca Portuguesa, com o empréstimo temporário de peças da sua colecção e espólio.

## Prémios
- Individual
  - Medalha de ouro de mérito cultural da Câmara Municipal do Porto (1996) [15]
  - Prémio Reconhecimento no âmbito do “Prémio Nacional Manuel Pinto de Azevedo, Jr” (1999)
  - Prémio de Reconhecimento – Fantasporto (2000)
  - Prémio Boneco Rebelde - Amadora Cartoon (2000)
  - Prémio Ardenter Imagine nos Caminhos do Cinema Português (2002) em Coimbra [16]
  - Prémio “Árvore” nos 30 Anos do 25 de Abril – reconhecimento do trabalho desenvolvido na área do Cinema.
  - Prémio La Luna de Valencia - Cinema Jove (2005) - Valência  (Espanha) [17]
  - Prémio António Maria – Cinanima (2005)
- Realizador
  - Menção Honrosa para o filme “Oh que calma”, em Varna (1985) (Bulgária)
  - Prémio Agfa (Melhor Curta Metragem Portuguesa) para o filme “Oh que calma”, em Tróia (1985)
  - Menção Honrosa para o trabalho desenvolvido com as crianças do Arbusto, no Juvecine (1987)  (Porto)
  - Menção Honrosa pela totalidade do seu trabalho, no Fantasporto (1988) (“A Noite saiu à Rua” e genérico do “Fantasporto”)
  - Menção Honrosa pela qualidade gráfica do filme “A noite saiu à rua”, em (1988) (Aveiro)
  - Prémio SACD para o projecto de “Os Salteadores”, no Festival de Cinema de Animação de Annecy (1989) (França)
  - 2º Prémio 16mm para “Oh que calma” em San Roque (1991) (Espanha)
  - Prémio Cidade de Espinho (Prémio Especial do Júri) com “Os Salteadores”, no Cinanima (1993) (Espinho)
  - Menção Honrosa para “Os Salteadores”, no Festival Internacional de Curtas Metragens de Vila do Conde (1994)
  - Tatu de Ouro para “Os Salteadores”, em Jornada de Cinema da Bahia (1994) (Brasil)
  - Prémio Glauber Rocha para “Os Salteadores” em Jornada de Cinema da Bahia (1994) (Brasil)
  - Prémio Especial do Júri Cartoon d’Or para “Os Salteadores”, no Fórum Cartoon Açores (1994)
  - Espiga de Ouro para “Os Salteadores”, na 39ª Semana Internacional de Cine de Valladolid (1994) (Espanha)
  - 1º Prémio para “Os Salteadores”, no Festival Tous Courts (Aix-en-Provence) (França)
  - 2º Prémio para “Os Salteadores”, em Badajoz (1995) (Espanha)
  - Prémio Melhor Animação para “Os Salteadores”, no Festival Internacional de Cinema do Algarve (1995)
  - Menção Honrosa para “Os Salteadores”, em Annecy (1995) (França)
  - Ânfora Memória de Água (Escolha Livre do Júri) “Os Salteadores”, no Filmvideo (1995) (MonteCatini - Itália)
  - Prémio Alves Costa (Prémio da Crítica) para “Fado Lusitano”, no Cinanima (1995) (Espinho)
  - 1º Prémio para “Fado Lusitano”, no AnimaTeruel (1995) (Espanha)
  - Menção Honrosa para “Os Salteadores”, em San Roque (1996) (Espanha)
  - 1º Prémio para “Fado Lusitano”, no Festival de Larissa (1996) (Grécia)
  - Prémio da Crítica para “Fado Lusitano”, no Festival de Larissa (1996) (Grécia)
  - Prémio Júri Jovem para “Fado Lusitano”, no Festival Internacional de Cinema do Algarve (1996)
  - 2º Prémio para “Fado Lusitano”, no Festival de Badajoz (1996) (Espanha)
  - Tatu de Prata para a melhor montagem, para “Fado Lusitano”, no Festival da Bahia (1996) (Brasil)
  - Prémio do Público para “Os Salteadores”, na Semana do Cinema Português da Covilhã (1996)
  - 1º Prémio (Curtas Metragens) para “Fado Lusitano”, no Festival Internacional de Cinema do Uruguai (Uruguai)
  - Prémio Jules Cherêt – Annecy (1997) – melhor cartaz de Animação, “Fado Lusitano” (França)
  - Prémio FNAC – Melhor Argumento Português para “Clandestino”, CINANIMA (2000)  (Espinho)
  - Prémio Cartoon Portugal – Melhor Filme de Animação Português para “Clandestino”, CINANIMA (2000)  (Espinho)
  - Prémio onda Curta – Fantasporto (2001) para “Clandestino”
  - Prémio melhor Curta Metragem nos Caminhos do Cinema Português (2001) (Coimbra), para “Clandestino”
  - Prémio do Público nos Caminhos do Cinema Português (2001) (Coimbra), para “Clandestino”
  - Prémio Melhor Animação – Festival de Évora (2001), para Clandestino
  - Prémio melhor Animação – Matitta (2001) (Itália), para Clandestino.
  - Prémio Fabrizio Bellochio – Il Castelli Animatti (2001)  (Itália), para Clandestino.
  - Menção Honrosa –32nd Roshd Int'l Film Festival (2002)  (Irão), para Clandestino
  - Grande Prémio – Anifest (2003) (Trebon)  (Républica Checa) – para Clandestino
  - Melhor Filme de Animação, no Festival de Cortos de Bogotá por Nossa Senhora da Representação [10]
- Produtor
  - Gatofone - Menção Honrosa, Cinanima (1997)
  - Transformações - Prémio Jovem Cineasta Português, Cinanima (1997)
  - Abecedário - Menção Honrosa (Prémio Cartoon Portugal), Cinanima (1999)
  - A Casa do João - Menção Honrosa (Prémio Jovem Cineasta), Cinanima (1998)
  - Menção Honrosa (Competição Internacional), Cinanima (1998)
  - A Noite de Regina Pessoa - Prémio Jovem Cineasta Português, Cinanima (1999)
  - Menção Honrosa (Competição Internacional), Cinanima (1999)
  - Menção Honrosa (Prémio Cartoon Portugal), Cinanima (1999)
  - Prémio Onda Curta (RTP) Fantasporto (2000)
  - Melhor Filme de Animação Badajoz (2000) (Espanha)
  - Menção Honrosa do Júri Jovem Dresden (2000) (Alemanha)
  - Faro Jury Award, The Ulisses International Film and Television Festival for Children (2000)
  - Prémio Europeu “Massimo Troisi” 3º Concurso Cinematográfico Tirrenia (2000) (Itália)
  - Prémio Cortometragio Animate EUROPACINEMA e TV (2000) – Viarregio (Itália)
  - Interstícios - Prémio Cartoon Portugal (Melhor Filme de Animação Português)
  - Prémio Especial do Júri Festival Internacional de Cinema Experimental de Madrid (2002) (Espanha)
  - Melhor Curta Metragem Portuguesa – Festival de Angra do Heroísmo, Açores (2002)
  - Coisas & Loiças - Prémio FNAC (Melhor Argumento Português) Cinanima (2001)
  - Melhor Animação, Festivideo (2002) (Portugal)
  - OvarVídeo (2002)
  - História Trágica com Final Feliz - Prémio Especial do Júri / Cidade de Espinho – Cinanima (1995)
  - Prémio da Crítica /Alves Costa – Cinanima (2005)
  - Prémio Especial do Júri RTP2: Onda Curta – Cinanima (2005)
  - Prémio nacional António Gaio – Cinanima (2005)